# Skupice (rameno Labe)
Skupice je slepé rameno Labe u Poděbrad. Celistvá vodní plocha dosahuje hodnoty 6,4 ha, délka osy hlavního tvaru přesahuje 1000 m. Největší hloubky se pohybují mezi 2,5 – 3 m.  
Na hladině se vyskytují souvislé plochy stulíku žlutého, v menším zastoupení hladinu pokrývá i leknín bílý.  Bylinné patro je zastoupeno druhy typickými pro labská ramena, z bylin vyššího vzrůstu dominuje kopřiva dvoudomá a netýkavka malokvětá. Výrazná seskupení kosatce žlutého prolínají ke břehu samotného Labe. Hlavní dřevinou je olše lepkavá, vytvářející na straně labského břehu jasanové olšiny, na opačném břehu olšiny vrbové. Směrem od Labe lužní les volně prorůstá do anglického parku, založeného spolu s výstavbou vodárny v roce 1928. Při vyústění ramene stojí chráněný exemplář topolu černého, vedený pod názvem Topol u Skupice.  
Nejpočetnějším druhem obojživelníků je skokan skřehotavý, vyskytuje se zde rosnička zelená. Žijí zde všechny druhy ryb cejnového pásma a v Polabí rozšířený sumeček americký. Voda je velmi čistá a umožňuje v mělčích částech sledovat bohatá rybí společenství. Ve Skupici žije rak bahenní. 
Druhová bohatost fauny inspirovala v roce 1896 Antonína Friče k instalaci tzv. létací stanice, která zde pracovala několik let. Během její činnosti byly objeveny nové druhy bezobratlých živočichů.
U stavidla začínala naučná stezka Skupice - Labe, která byla později nahrazena stezkou Skupice - Huslík.
Do začátku 20. století ústila Skupice do horní hladiny Labe, vytvořené podhradním jezem. Po vybudování soudobého vodního díla v Poděbradech se původní koryto Labe stalo lodní propustí a vody Skupice byly odvedeny do spodní hladiny řeky vydlážděným korytem. Na původní kótě je hladina Skupice udržována stavidlem. Název Skupice je používán i pro potok, který přivádí vodu do ramene z okolních luk. Jméno je používáno i pro celé odvodní koryto až k vyústění v podhradí. U vstupu do areálu vodního díla je zde umístěna vodočetná lať Poděbrady (Skupice). 

## Galerie

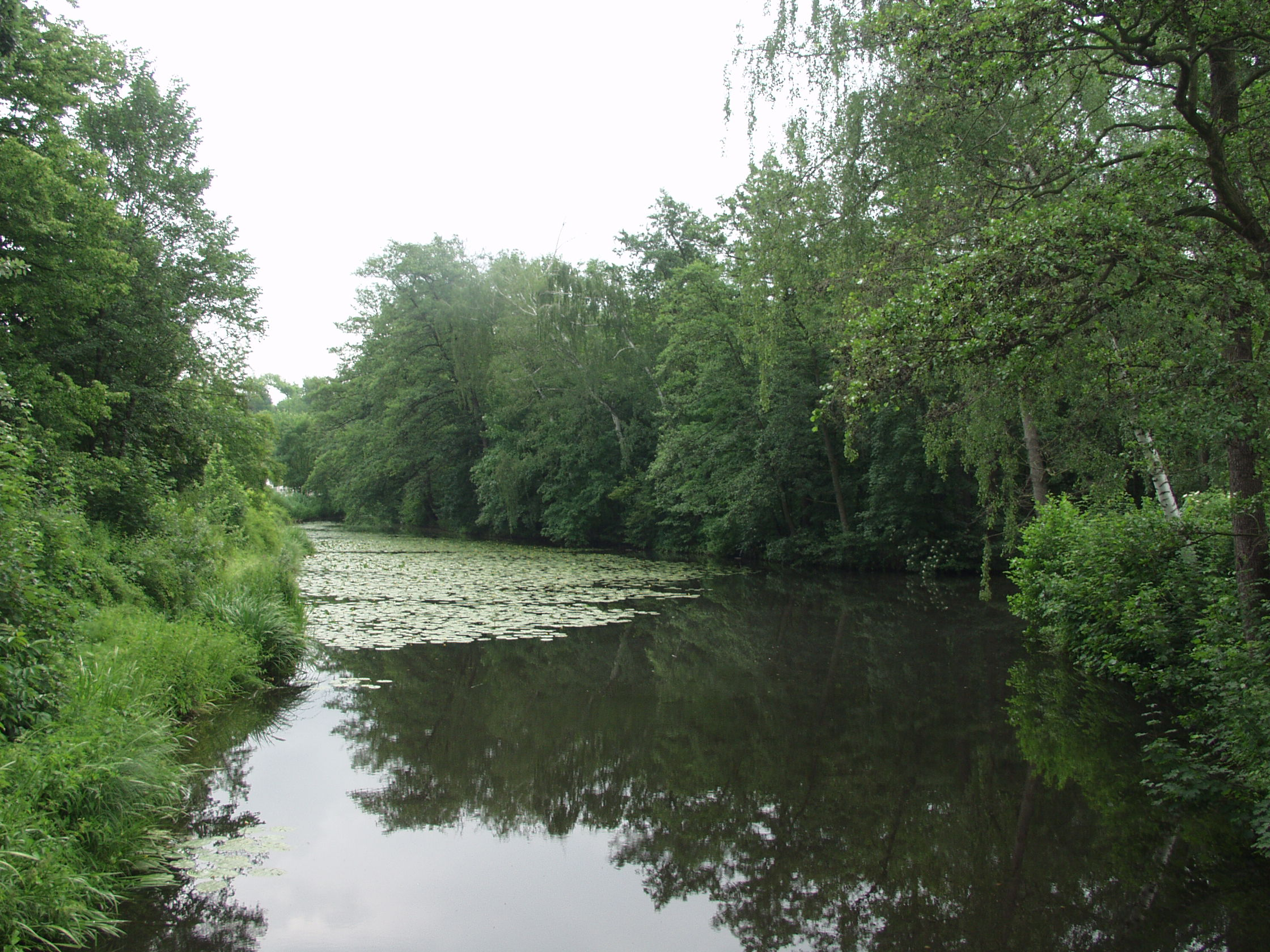
Pohled do Skupice od stavidla
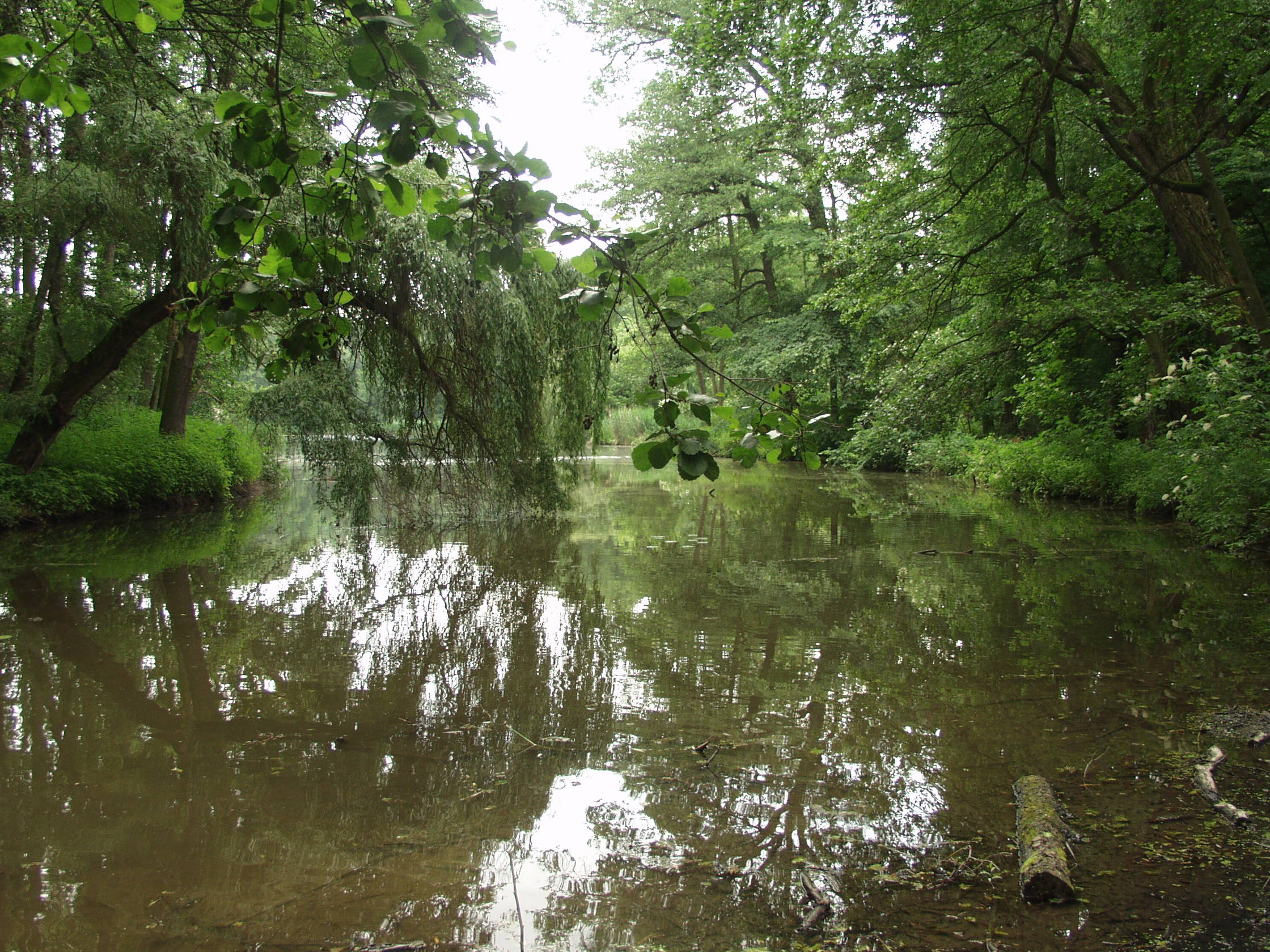
Skupice v místech historického vyústění
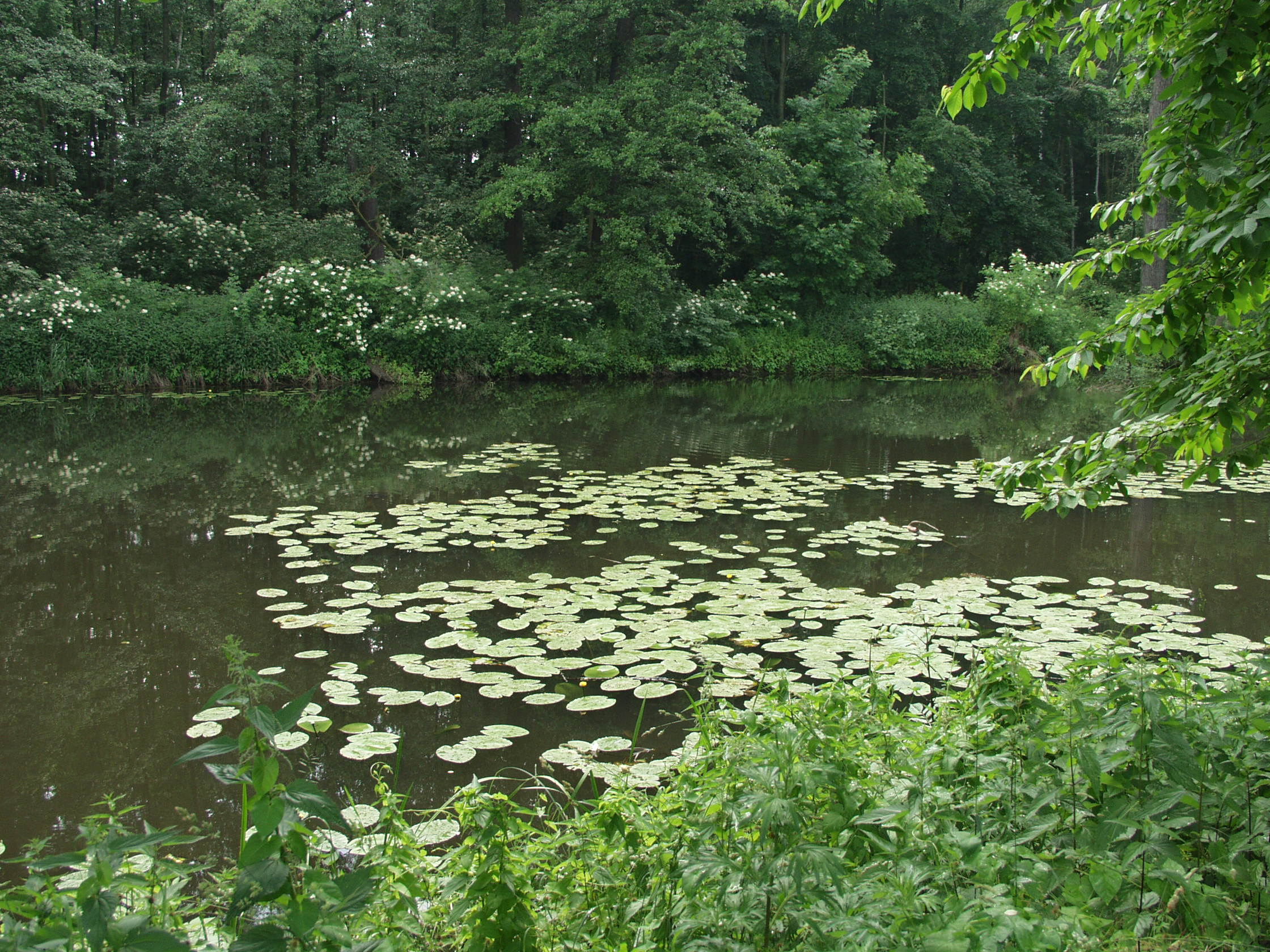
Pod porostem stulíku žlutého
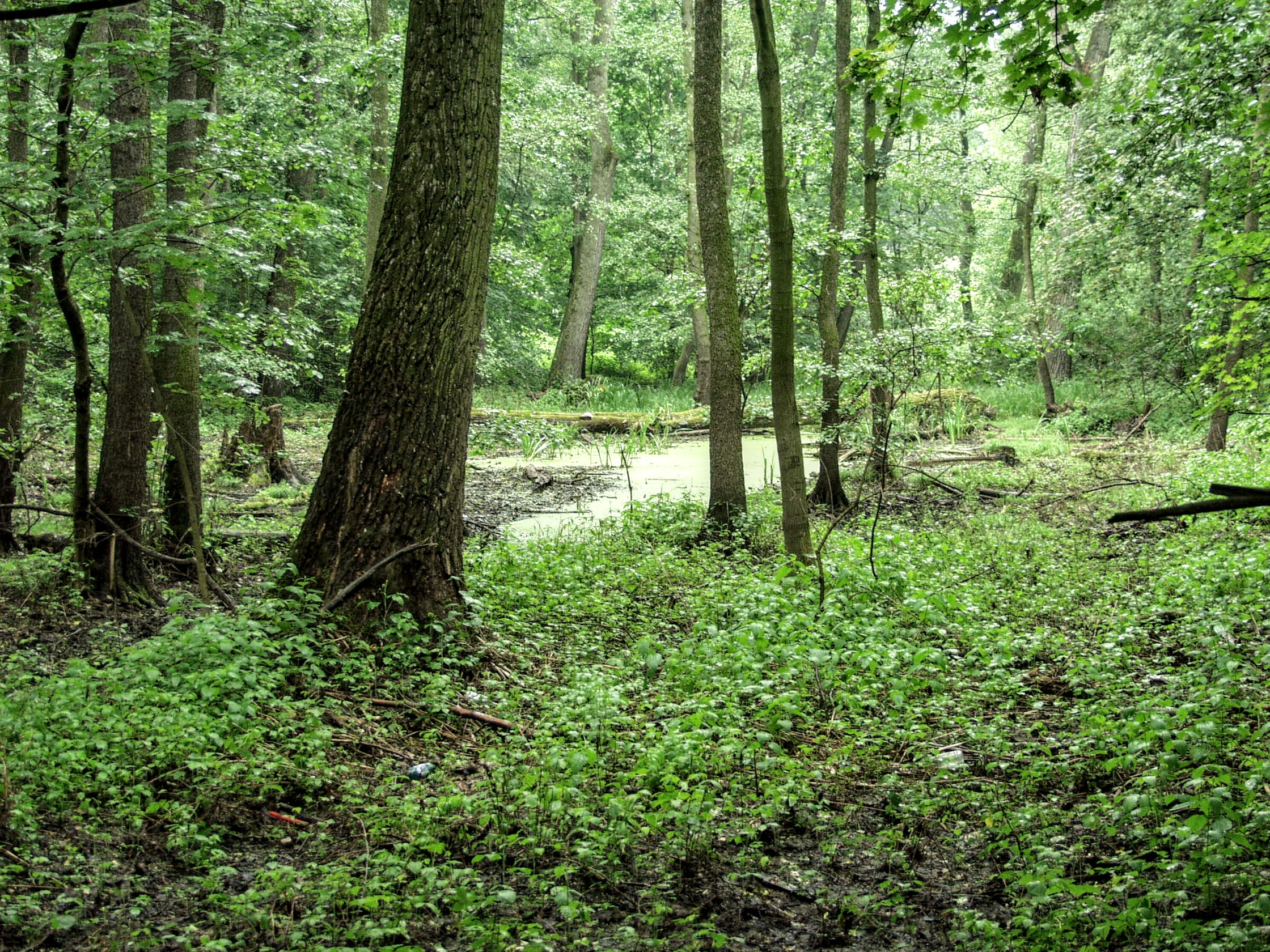
Lužní les s tůněmi pokrytými okřehkem
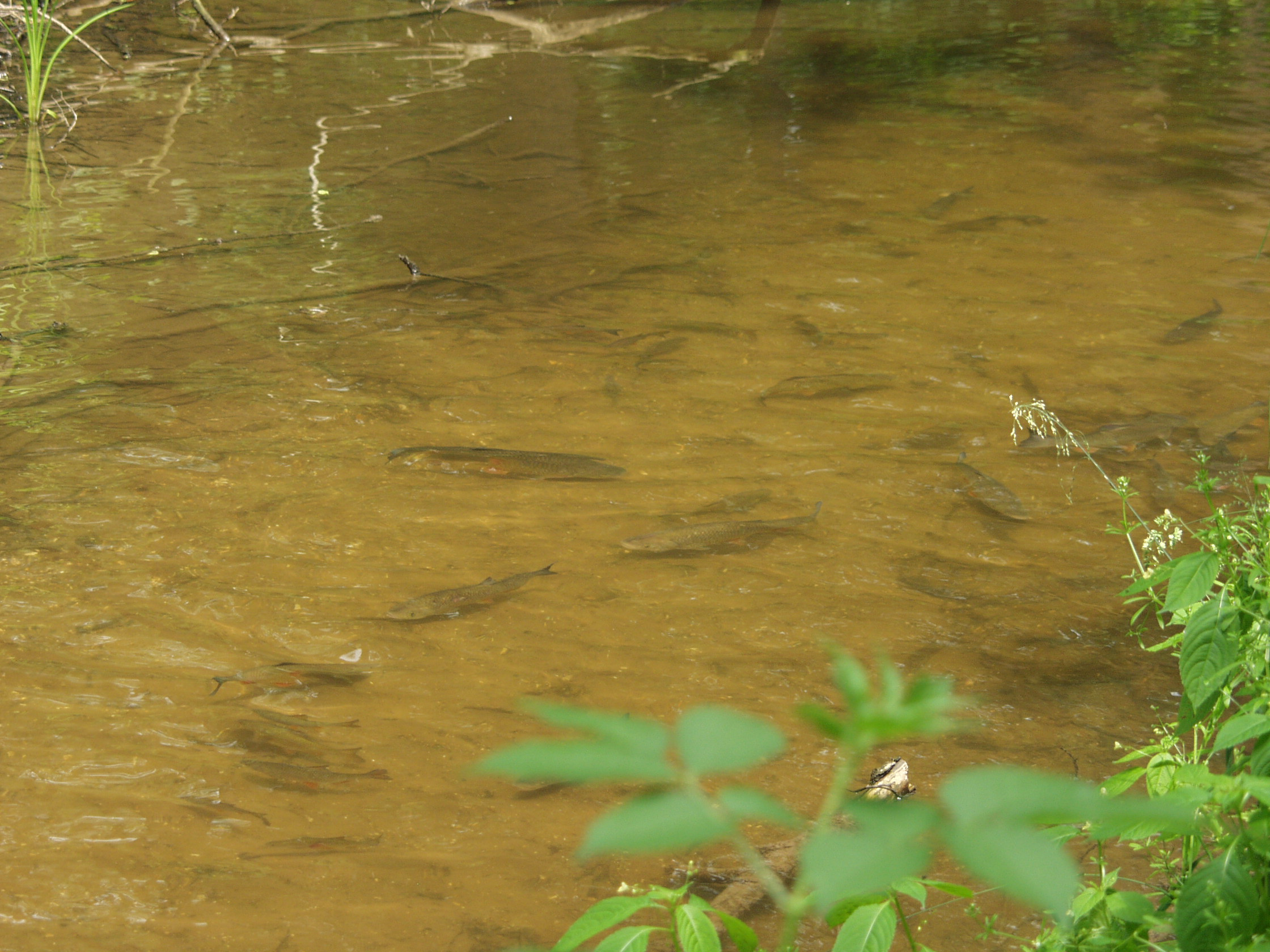
Tloušti překvapují počtem i velikostí
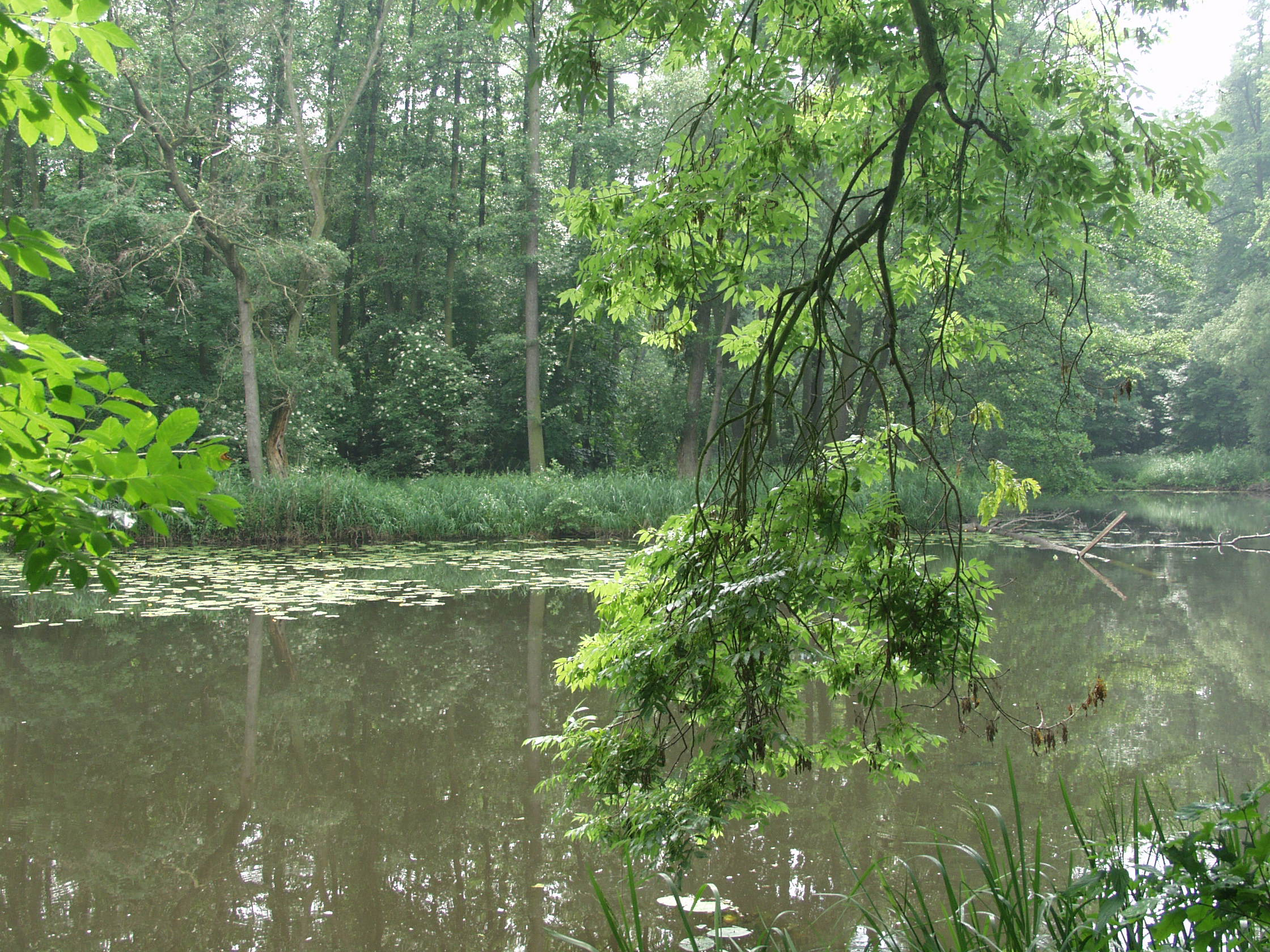
Pohled na hladinu skrze větvě jasanu